# بيضة لكل غرام
بيضة لكل غرام وتُكتب اختصاراً eggs/g، هوَ فَحص مِخبري يهدف إلى تحديد عدد البيض في كُل غرام من البراز لدى المَرضى المُحتملين بامتلاكهم عدوى طفيلية مِثل داء البلهارسيات.
يُعتبر هذا الفَحص الطريقة الأولية لتشخيص داء البلهارسيات بدلاً من فحص الدم. يُعتبر فحص عدد البيوض لكل غرام أو الفُحوصات التحليلية الأُخرى مثل عدد اليرقات في كل غرام من البُراز من أهم الفُحوصات المِخبرية في علم الطفيليات.
من طُرق تحديد عدد البيوض لكل غرام:
- طريقة ويليس.[2]
- طريقة ماكماستر.[3]
- طريقة كلايتون لين.[4]